# Wringcliff Bay
Wringcliff Bay är en vik i Storbritannien. Den ligger i den södra delen av landet, 260 km väster om huvudstaden London.